# Sprinter/Aria
 (mai 2024).
Si vous disposez d'ouvrages ou d'articles de référence ou si vous connaissez des sites web de qualité traitant du thème abordé ici, merci de compléter l'article en donnant les références utiles à sa vérifiabilité et en les liant à la section « Notes et références ».
Singles de Kalafina
Oblivious
(2008) Fairytale
(2008)
Sprinter/Aria est le 2e single de Kalafina sorti sous le label Sony Music Entertainment Japan le 30 juillet 2008 au Japon. Il atteint la 10e place du classement de l'Oricon. Il se vend à 13 833 exemplaires la première semaine, et reste classé huit semaines pour un total de 23 309 exemplaires vendus. C'est le premier single avec les quatre chanteuses. Il sort en format CD et CD+DVD.
Les deux chansons ont été utilisées respectivement comme 5e et 4e génériques de fin de l'anime Kara no Kyoukai. Les deux chansons se trouvent sur l'album Seventh Heaven. Yuki Kajiura a produit, créé les paroles et la musique de ce single.

## Liste des titres
| 1. | Sprinter                 | 5:04 |
| 2. | Aria                     | 5:24 |
| 3. | Oblivious ~Instrumental~ | 4:22 |

| 1. | Sprinter                  |  |
| 2. | Oblivious -ufotable EDIT- |  |